# Vincetoxicum
Vincetoxicum là một chi thực vật thuộc họ Apocynaceae. Mặc dù các loài thuộc Vincetoxicum đã từng được cho vào Cynanchum, các chứng cớ sinh hoá và sinh học phân tử cho thấy Vincetoxicum có họ hàng gần gũi với Tylophora hơn.
Bao gồm các loài:
- Vincetoxicum funebre
- Vincetoxicum hirundinaria
- Vincetoxicum linifolium, Balf.f.
- Vincetoxicum nigrum
- Vincetoxicum rossicum

## Hình ảnh

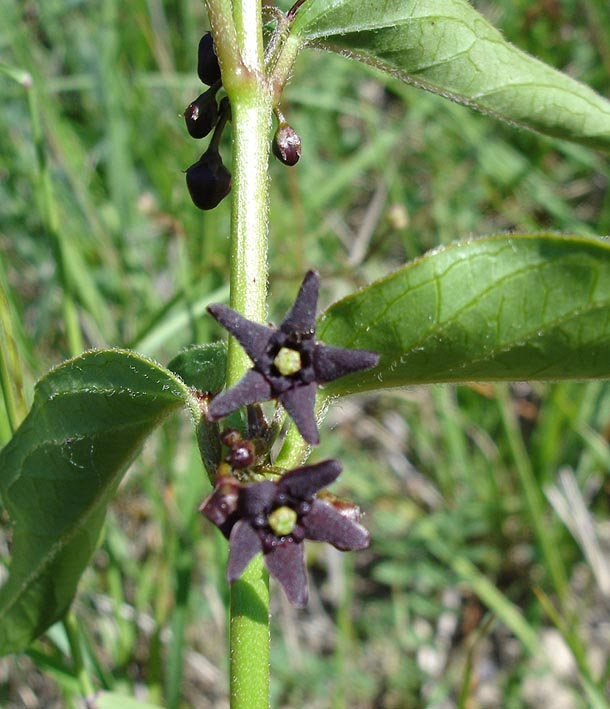
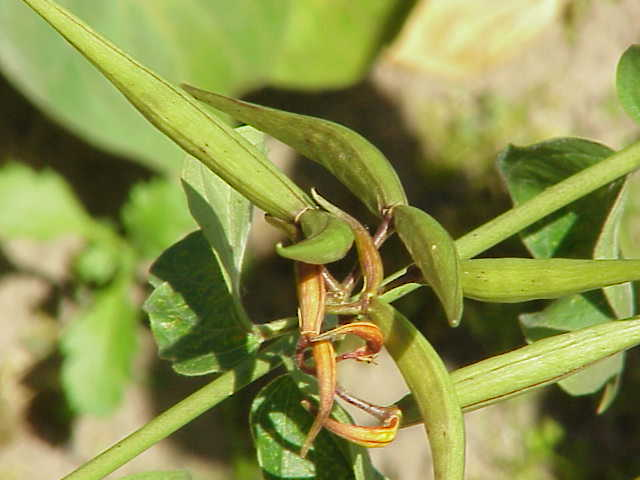
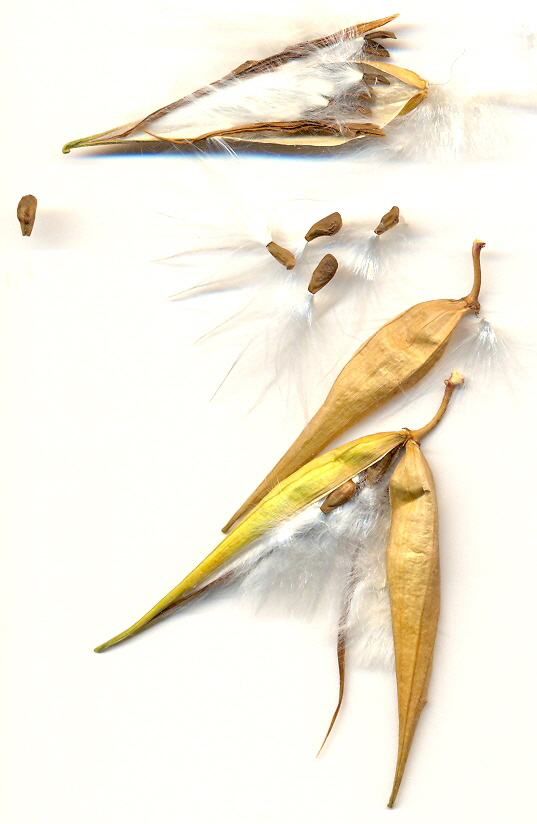
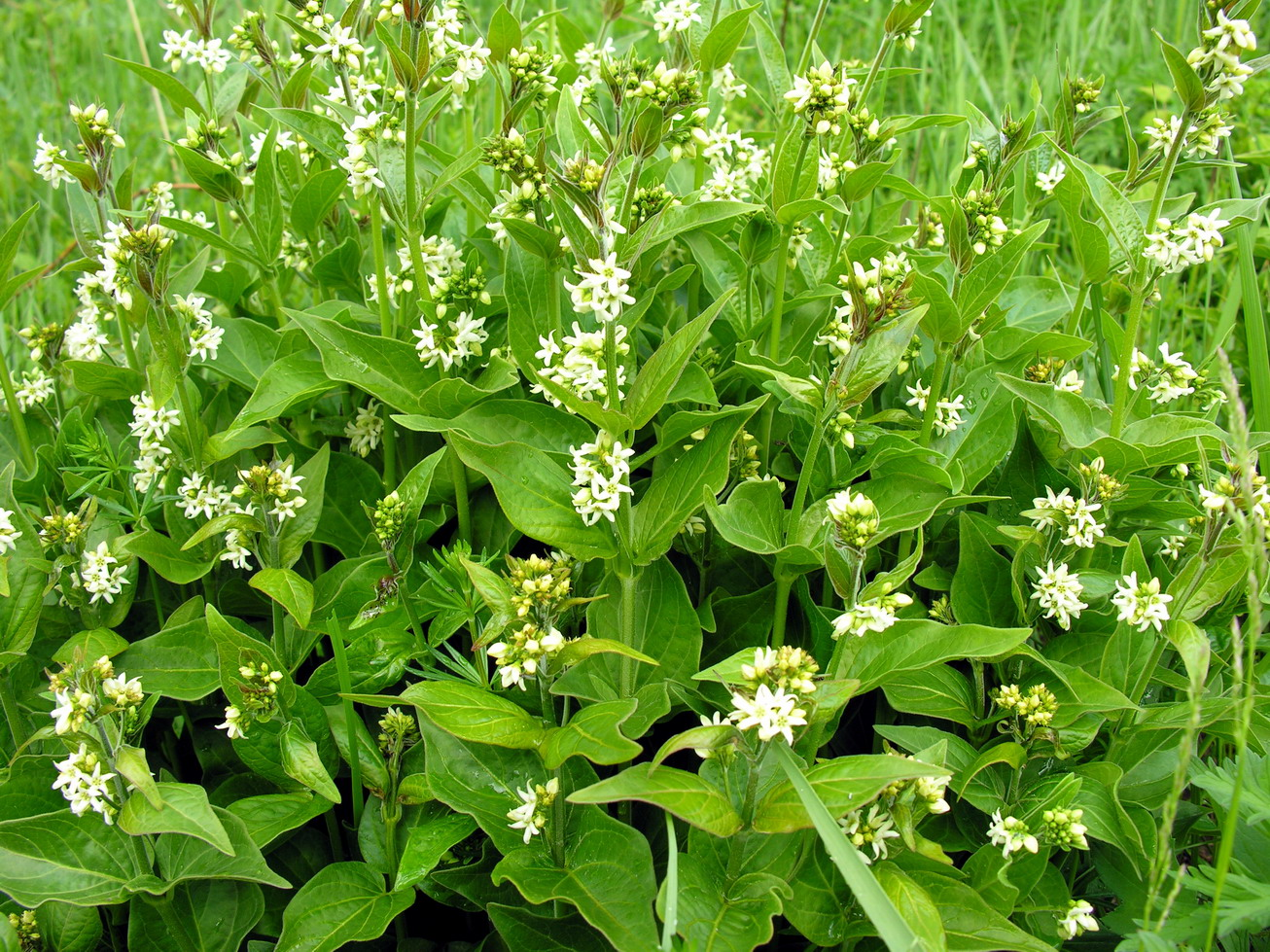